# Пігва
Пі́гва (ест. Pihva küla) — село в Естонії, у міському самоврядуванні Тарту повіту Тартумаа.

## Населення
Чисельність населення на 31 грудня 2011 року становила 75 осіб.

## Географія
Через населений пункт проходить автошлях 92 (Тарту — Вільянді — Кілінґі-Нимме).

## Історія
До 1 листопада 2017 року село входило до складу волості Тягтвере.